# Kuwait en los Juegos Olímpicos de Múnich 1972
Kuwait estuvo representado en los Juegos Olímpicos de Múnich 1972 por cuatro deportistas masculinos que compitieron en dos deportes.
El portador de la bandera en la ceremonia de apertura fue el atleta Yunis Abdalá Rabee. El equipo olímpico kuwaití no obtuvo ninguna medalla en estos Juegos.